# El Encanto kommun
El Encanto är en corregimientos departamentale i Colombia.   Den ligger i departementet Amazonas, i den södra delen av landet, 700 km söder om huvudstaden Bogotá. Antalet invånare är 4 376.